# Slakkenbad
Een slakkenbad wordt genomen als bad om te kuren. In Duitsland zijn deze baden bekend als Schlackenbad. De baden zouden een heilzame werking hebben.
Het water voor deze baden was afkomstig van proceswater dat gebruikt werd bij het verwerken van metalen in hoogovens. Daarbij komt het water in contact met de zogeheten slakken, waaruit het zwavel en andere mineralen opneemt. Het water krijgt daarmee de (vermeende) helende werking zoals de badgast het in zo'n kuuroord kent. Door het meervoudige gebruik van het water in het verwerkingsproces wordt het steeds geconcentreerder en zodoende sterker dan 'heilzaam' water uit natuurlijke bronnen.
Enkele slakkenbad-oorden waren:
- Het voormalige Bochumer zwavelbad in de wijk Bochem-Hamme die werd gevoed met de slakken van de "Bochemer Vereins".
- De voormalige zwembaden van Freibad Schallacker in Dortmund-Hörde, die gevoed werden met granulaat van het "Hörder Bergwerks- und Hütten-Vereins" dat met zwavel werd vermengd.
- Het slakkenbad van de kopersmelterij in Hettstedt / Saksen-Anhalt.

## Bron, externe link
- Het slakkenbad “Freibad Schallacker”.